# Чораній-де-Жос
Чораній-де-Жос (рум. Cioranii de Jos) — село у повіті Прахова в Румунії. Адміністративний центр комуни Чорань.
Село розташоване на відстані 49 км на північний схід від Бухареста, 32 км на південний схід від Плоєшті, 143 км на південний захід від Галаца, 112 км на південний схід від Брашова.

## Населення
За даними перепису населення 2002 року у селі проживали 4604 особи.
Національний склад населення села:
| Національність | Кількість осіб | Відсоток |
| -------------- | -------------- | -------- |
| румуни         | 4589           | 99,7%    |
| цигани         | 7              | 0,2%     |

Рідною мовою назвали:
| Мова      | Кількість осіб | Відсоток |
| --------- | -------------- | -------- |
| румунська | 4589           | 99,7%    |
| циганська | 7              | 0,2%     |